# Павел Герджиков (лекар)
Павел Димитров Герджиков е български лекар и общественик, участник в акцията по спасяването на българските евреи. Наричан е „Българският Шиндлер“.

## Биография
Следва медицина в СУ „Св. Кл. Охридски“. Завършва по специалността вътрешни болести, а по-късно допълнително специализира обмяна на веществата и жлези с вътрешна секреция в „Диабетичния институт“ в Берлин. Има завършени няколко специализации в Германия до 1939 г. практикува диагностика и терапия на диабета в Берлинската университетска клиника. Пак там е завършил и курс по диетика и най-модерните методи за изследване на метаболизма.
През май 1943 година, когато евреите са принудени да напуснат София и да се преселят някъде из страната, Герджиков тайно приютява семейството в апартамента си. Абрахам Леви, жена му и двете им дъщери – Ерика и Яел. Укрива ги зад фалшива стена в апартамента си. През това време им предоставя храна, вода и всичко, от което се нуждаят. Успял да им осигури и фалшиви документи за самоличност. През януари 1944 г. София е бомбардирана и Ерика е ранена. Тогава Герджиков я отвежда в болница. След бомбардировките, семейството се преселва в село близо до столицата. Герджиков поддържа връзка с тях през това време и ходи да ги вижда поне веднъж седмично с колело. След Деветосептемврийския преврат д-р Герджиков бива съден и изпратен в трудов лагер от комунистите. Умира през 1985 г. На 29 януари 1980 г. израелската комисия към Държавния институт „Яд Вашем“ го провъзгласява за „Праведник на света“.